# 艾里撞擊坑 (火星)
艾里撞擊坑（英語：Airy）是火星表面一個撞擊坑，以知名英國皇家天文學家喬治·比德爾·艾里（1801年-1892年）命名。該撞擊坑直徑約 40 公里，座標 0.1°E 5.1°S，位在子午線高原內。該撞擊坑內一個更小的撞擊坑艾里-0被指定為是火星本初子午線的定義點。